# Venedikt Jerofejev

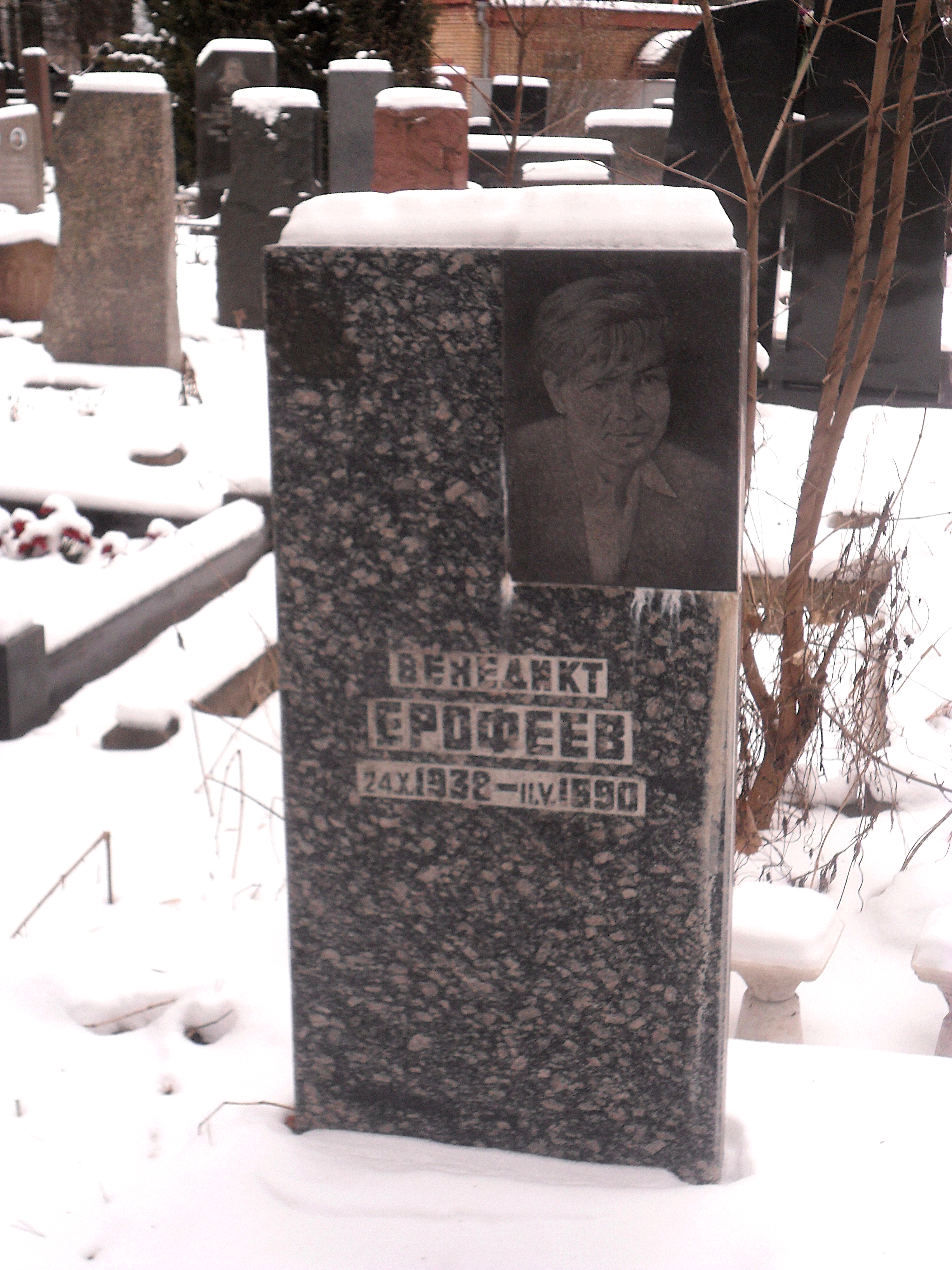
Graf van Venedikt Jerofejev

Venedikt Vasiljevitsj Jerofejev (Russisch: Венедикт Васильевич Ерофеев) (Niva-2, 24 oktober 1938 – Moskou, 11 mei 1990) was een Russisch schrijver.

## Leven en werk
Jerofejev was de zoon van een uit het Wolgagebied stammende spoorwegbeambte. Hij studeerde filologie aan de Universiteit van Moskou, werd daar in 1957 vanaf gestuurd en ging vervolgens pedagogie studeren, maar werd als aanvoerder van een activistische studentengroepering opnieuw van school verwijderd. Lange tijd vervulde hij allerlei eenvoudige baantjes, als stoker en monteur.
De ervaringen uit die tijd, gekoppeld aan zijn alcoholisme, verwerkte hij in zijn satirische roman Moskou op sterk water (1969, in 1979 in Nederland verschenen als onderdeel van de reeks Russische Miniaturen). Het boek beschrijft een meerdaags delirium van hoofdpersoon Venedict. In een roes slentert hij met de trein naar een doel, maar hij zal het doel (en het geluk) nooit bereiken: zijn enige bestaan ligt immers in die roes. De held van Jerofejev is een non-believer, een scepticus, in een maatschappij waar iedereen opgelegd kreeg te geloven en waar twijfel aan het leven gelijkgesteld werd aan twijfel aan het Sovjetsysteem.
‘’Alle eerlijke mensen van Rusland! En waarom dronken ze! Ze dronken omdat ze eerlijk waren!. Omdat ze niet in staat waren het lot van het volk te verzachten’’.
Moskou op sterk water mocht in Rusland niet verschijnen maar werd gepubliceerd in Israël (de eerste publicatie in Rusland liet op zich wachten tot 1988). Jerofejev werd eens te meer persona non grata in Rusland en kreeg nauwelijks meer iets gepubliceerd. Jerofejev ging zelfs Duits leren om zijn werken in het Duits te kunnen uitgeven, maar ook dat mocht niet lukken.
In 1987 liet Jerofejev zich tot Rooms-katholiek dopen. Hij stierf in 1990 aan keelkanker.
Postuum verschenen zijn dagboeken.

## Fragment uit "Moskou op sterk water"
"...Mefistocles slaat wat achterover - en hij voelt zich meteen weer lekker, die ouwe schoft. Faust neemt er nog een paar - en de ouwe ... heeft 'm zo om dat hij er alleen nog maar onzin uitkraamt. Bij ons op het werk had je een ome Kolja - die was net zo: zelf dronk hij geen druppel, hij was bang dat hij al na één glaasje helemaal uit de band zou springen en dan een week, of wel een maand lang alsmaar feest zou blijven vieren. Maar ons joeg hij zowat met geweld achter de drank. Hij schonk ons maar in, smakte d'r bij in plaats van wijzelf, hij liep helemaal verzadigd rond, de smeerlap, hij was gewoon stapelkrankjorim..."
(Venedikt Jerofjev, Moskou op sterk water, blz. 71)

## Werk in Nederlandse vertaling
- Venedikt Jerofjev, Moskou op sterk water, G. A. van Oorschot's Uitgeversmaatschappij BV, Amsterdam, 1979.
- Venedikt Jerofjev, Door de ogen van een zonderling. Mijn kleine Leninade. Walpurgisnacht. G. A. van Oorschot's Uitgeversmaatschappij BV, Amsterdam, 1993.